# آدرین جانسون (بازیکن بسکتبال)
آدرین جانسون (انگلیسی: Adrienne Johnson؛ زادهٔ ۵ فوریهٔ ۱۹۷۴) بازیکن بسکتبال اهل ایالات متحده آمریکا است.